# Lijst van Amsterdamse stadsdichters

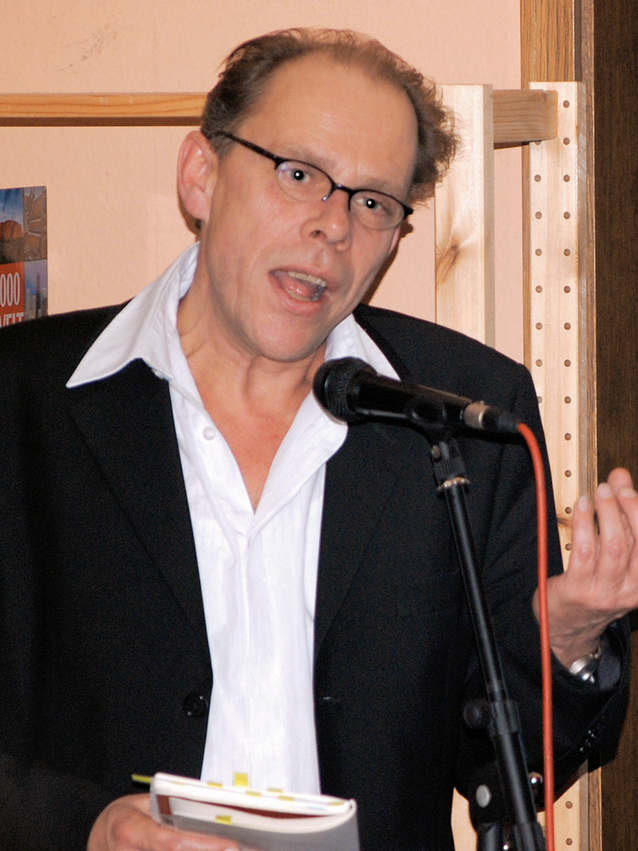
F. Starik (2010)

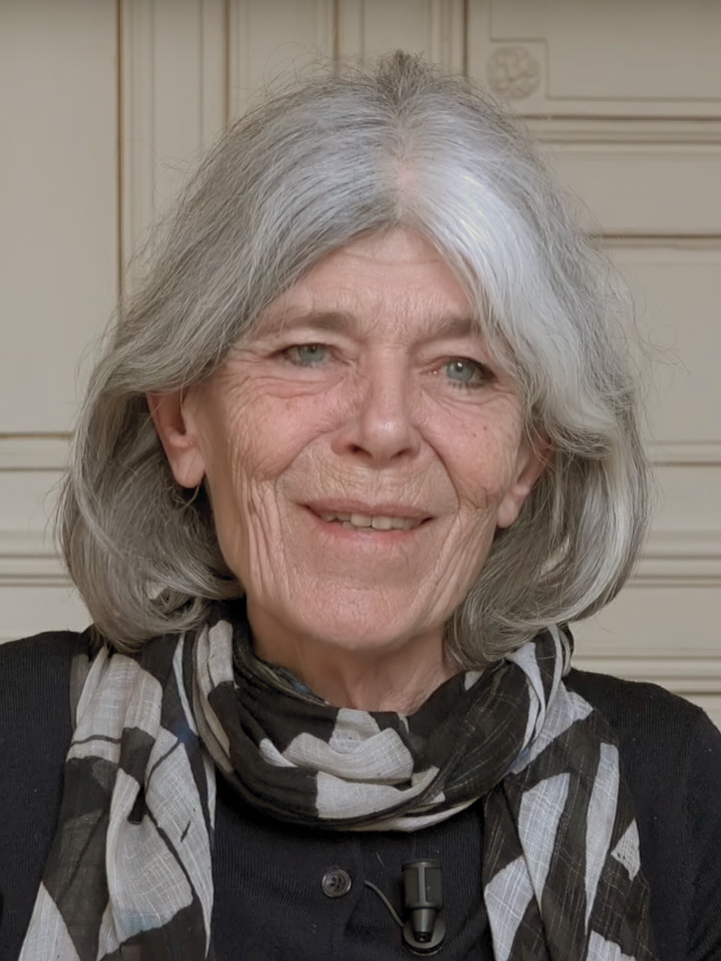
Anna Enquist in 2016

Het vanaf 2006 bestaande (ere)ambt van Stadsdichter van Amsterdam is te zien als een plaatselijke variant van het Nederlandse (èn Belgische) instituut van de Dichter des Vaderlands, dat op zijn beurt weer geïnspireerd is op dat van de Engelse - daar al eeuwen bestaande - ere- (èn werk)titel Poet Laureate. 
Behalve wat betreft locatie en omvang van deze begrippen is een verschil dat een Poet Laureate in principe voor het leven benoemd wordt, de Dichter des Vaderlands voor vier, en de Stadsdichter van Amsterdam voor twee jaar. 
Een Stadsdichter van Amsterdam wordt benoemd door B & W van Amsterdam (voorheen door het bestuur van het stadsdeel Amsterdam Centrum). De functie wordt ondersteund door de Stichting Literaire Activiteiten Amsterdam, kortweg S.L.A.A., en het Amsterdamse dagblad Het Parool; hierin worden de stadsgedichten in de regel ook gepubliceerd. 

## De lijst
| periode   | naam en levensjaren           |
| --------- | ----------------------------- |
| 2006-2008 | Adriaan Jaeggi (1963-2008)    |
| 2008-2009 | Robert Anker (1946-2017)      |
| 2009-2010 | Mustafa Stitou (1974)         |
| 2010-2011 | Frank Starik (1958-2018)      |
| 2012-2013 | Menno Wigman (1966-2018)      |
| 2014-2015 | Anna Enquist (1945)           |
| 2016-2019 | K. Schippers (1936-2021)      |
| 2019-2021 | Gershwin Bonevacia (1992)     |
| 2022-2024 | Marjolijn van Heemstra (1981) |
| 2024      | Ellen Deckwitz (1982)         |